# Pablo Abán
Pablo Roberto Abán (* 15. Januar 1998) ist ein bolivianischer Sprinter.

## Sportliche Laufbahn
Erste Erfahrungen bei internationalen Meisterschaften sammelte Pablo Abán im Jahr 2018, als er bei den Südamerikaspielen in Cochabamba im 100-Meter-Lauf mit 10,59 s in der ersten Runde ausschied und mit der bolivianischen 4-mal-100-Meter-Staffel in 40,46 s den sechsten Platz belegte. Anschließend scheiterte er bei den Ibero-Amerikanischen Meisterschaften in Trujillo mit 11,02 s im Vorlauf über 100 Meter. Im Jahr darauf schied er dann auch bei den Südamerikameisterschaften in Lima mit 11,04 s in der Vorrunde aus und erreichte mit der Staffel in 41,73 s Rang sieben. 2020 siegte er bei den erstmals ausgetragenen Hallensüdamerikameisterschaften in Cochabamba in 3:25,61 min mit der 4-mal-400-Meter-Staffel und lief im 60-Meter-Lauf außerhalb der Wertung 7,15 s.
2018 wurde Ában bolivianischer Meister im 100- und 200-Meter-Lauf sowie 2020 Hallenmeister über 60 Meter.

## Persönliche Bestzeiten
- 100 Meter: 10,59 s (−1,1 m/s), 6. Juni 2018 in Cochabamba
  - 60 Meter (Halle): 6,97 s, 18. Januar 2020 in Cochabamba (bolivianischer Rekord)
- 200 Meter: 21,72 s (−0,1 m/s), 9. September 2018 in Tarija
  - 200 Meter (Halle): 22,88 s, 18. Januar 2020 in Cochabamba